# Macaroni met kaas

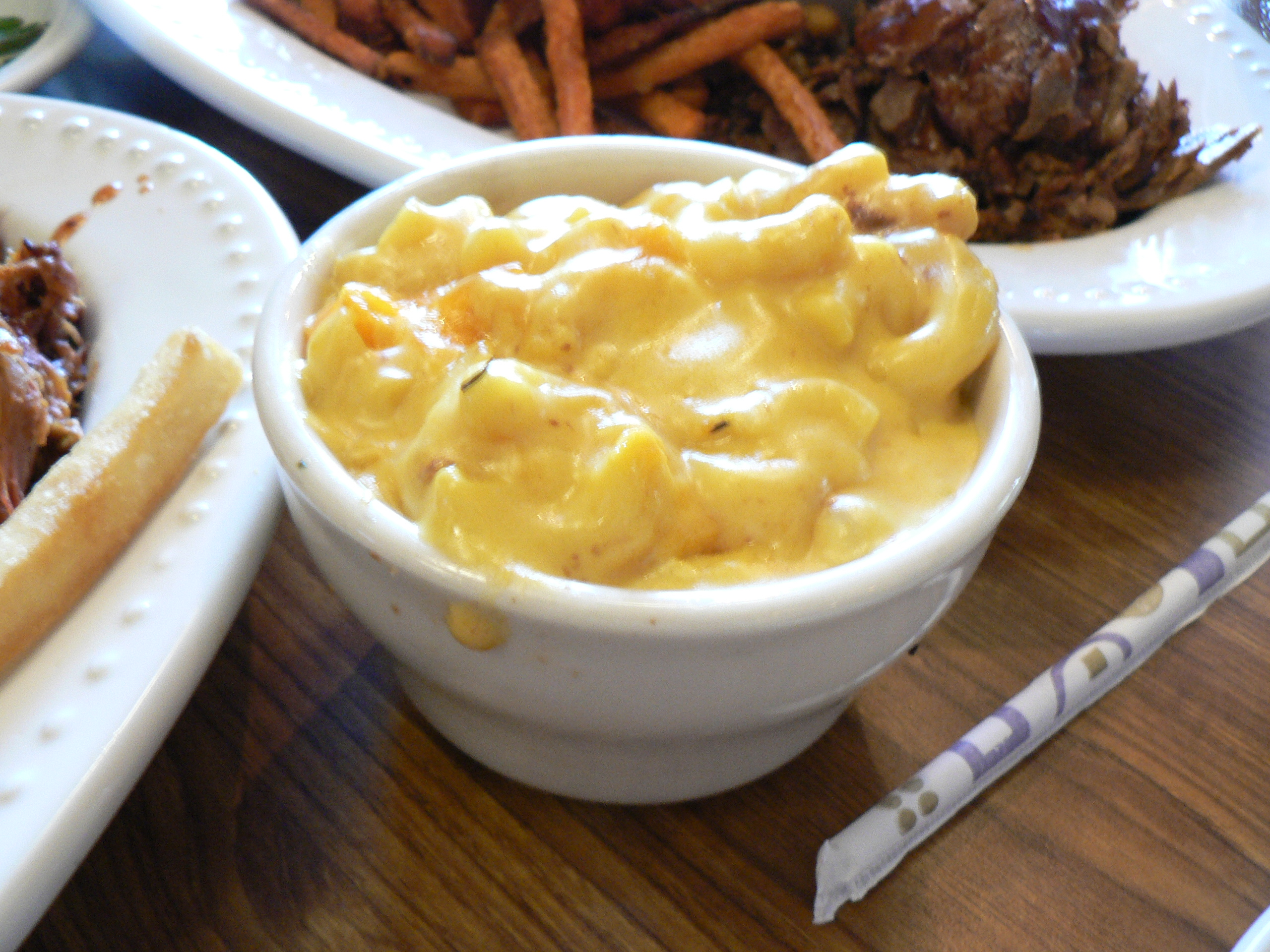
Macaroni met kaas als bijgerecht

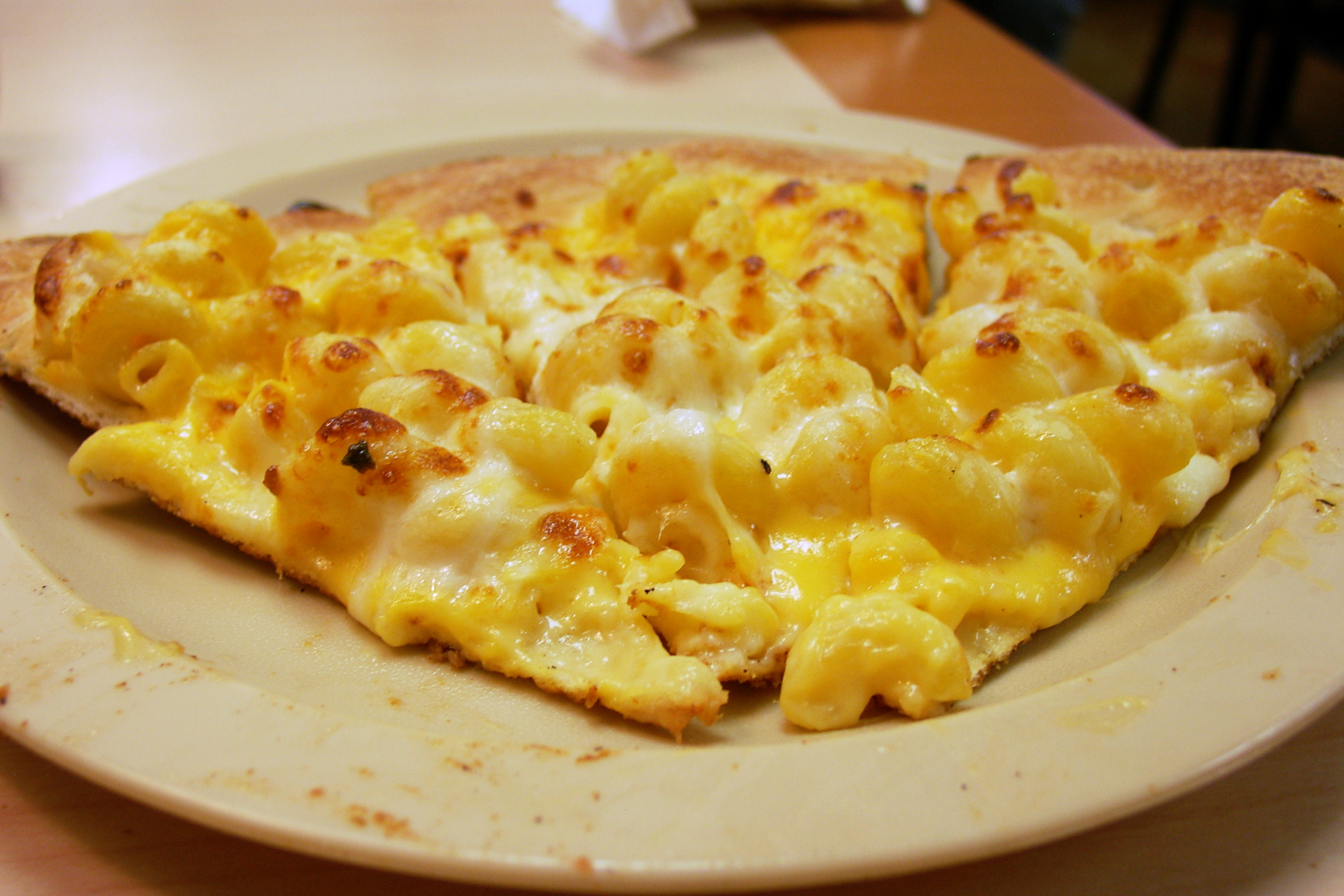
Mac-and-cheesepizza

Macaroni met kaas, vooral bekend onder de Engelstalige afkorting mac and cheese, is een met name in Noord-Amerika en het Verenigd Koninkrijk voorkomend pastagerecht. Het wordt bereid door macaroni te mengen met een kaassaus en vervolgens meestal met geraspte kaas in de oven te gratineren. Voor de exacte samenstelling van het gerecht, de saus en de te gebruiken kaassoorten bestaan vele recepten en varianten.
Het gerecht is een vast bestanddeel van de dagelijkse Amerikaanse keuken en behoort tot het standaardaanbod van veel diners. Ook is macaroni met kaas geliefd als bijgerecht bij de barbecue. Als kant-en-klaarmaaltijd wordt het sinds 1937 op de markt gebracht door Kraft Foods onder de naam Kraft Dinner (in de VS later hernoemd tot Kraft Macaroni & Cheese). Dit is nog altijd een van de populairste Amerikaanse kant-en-klaargerechten.

## Geschiedenis van oorsprong
Stoofschotels met kaas en pasta werden al in de 14e eeuw vermeld in het Italiaanse kookboek Liber de Coquina, waarin een gerecht met Parmezaanse kaas en pasta stond. Het middeleeuwse Engelse kookboek Forme of Cury uit de 14e eeuw beschrijft een kaas en pasta ovenschotel genaamd Makerouns, die wordt gemaakt met verse, handgesneden pasta geplaatst tussen een mengsel van gesmolten boter en kaas.
Het eerste moderne recept voor macaroni met kaas werd in 1769 gepubliceerd in het boek The Experienced English Housekeeper van Elizabeth Raffald. Raffalds recept bestaat uit een béchamelsaus met cheddarkaas - een sauce mornay in de Franse keuken - die wordt gemengd met macaroni, bestrooid met Parmezaanse kaas en gebakken tot het gerecht borrelt en goudbruin is.
Thomas Jefferson, van 1784 tot 1789 Amerikaans gezant in Parijs, liet zijn chef-kok James Heming het Italiaanse recept regelmatig bereiden, en nam bij zijn terugkeer naar de Verenigde Staten in 1790 een Napolitaanse pastamachine mee. Een met Jeffersons ganzenveer geschreven recept is in zijn nalatenschap bewaard gebleven, maar hierin ontbreekt het ingrediënt kaas. Maar in Hemings receptenverzameling is het authentieke recept teruggevonden.
Een recept met de naam Mac and Cheese verscheen in het kookboek The Virginia House-Wife van Mary Randolph in 1824. Randolphs recept bestond uit drie ingrediënten: Macaroni, kaas en boter, die in laagjes op elkaar werden gelegd en gebakken in een hete oven. Volgens keukenhistorica Karen Hess was het kookboek het meest invloedrijke kookboek van de 19e eeuw. Vergelijkbare recepten voor mac and cheese zijn te vinden in het Handbook of Useful Arts uit 1852 en Godey's Lady's Book uit 1861, en halverwege de jaren 1880 stonden er recepten voor mac and cheese in kookboeken tot in Kansas en Missouri. De fabrieksproductie van de hoofdingrediënten maakte het gerecht betaalbaar en de recepten maakten het toegankelijk maar niet bijzonder populair. Naarmate het gerecht toegankelijker werd voor een bredere bevolking, verloor mac and cheese zijn aantrekkingskracht op de hogere klassen.

## Verdeling
Het gerecht is een vast onderdeel van de alledaagse Amerikaanse keuken en is standaard in veel eetgelegenheden, ook als bijgerecht bij barbecues. Het werd in 1937 als kant-en-klaarmaaltijd op de markt gebracht door Kraft Foods onder de naam Kraft Dinner (nu bekend als Kraft Macaroni & Cheese in de VS).
Macaroni met kaas werd naar Canada gebracht door Britse immigranten uit andere delen van het Britse Rijk. Recepten voor mac and cheese zijn in Canada op zijn minst sinds 1845 bewaard gebleven in Modern Practical Cookery. Deze recepten suggereren een topping van bladerdeeg (wat een luxe keuken suggereert), een saus van room, eigeel, foelie en mosterd, en geraspte Parmezaanse of Chester kaas als garnering. Canadese cheddarkaas werd ook populair in deze tijd en werd waarschijnlijk in deze periode gebruikt.
Macaroni met kaas is erg populair in Canada. Kraft Dinner is het populairste merk van verpakte mac and cheese. Sasha Chapman noemde het in The Walrus Canada's nationale gerecht, vóór poutine. Canadezen kopen zelfs bijna 25% van de zeven miljoen dozen Kraft Dinner die elke week wereldwijd worden verkocht.
Een vergelijkbaar traditioneel gerecht in Zwitserland, dat dateert uit de 19e eeuw, heet Älplermagronen (alpenherdersmacaroni), dat ook verkrijgbaar is in doosjes. Älplermagronen zijn gemaakt van macaroni, room, kaas, geroosterde uien en in sommige recepten aardappelen. In het kanton Uri worden de aardappelen traditioneel weggelaten en in sommige regio's wordt er spek of ham aan toegevoegd. De kaas is vaak Emmentaler kaas of Appenzeller kaas. Er wordt meestal appelmoes bij geserveerd.